# Sybra borneotica
Sybra borneotica là một loài bọ cánh cứng trong họ Cerambycidae.